# Lo stato dell'unione - Scene da un matrimonio
Lo stato dell'unione - Scene da un matrimonio (State of the Union) è una serie televisiva anglo-statunitense scritta da Nick Hornby e diretta da Stephen Frears.

## Episodi
| Stagione         | Episodi | Prima TV originale | Prima TV Italia |
| ---------------- | ------- | ------------------ | --------------- |
| Prima stagione   | 10      | 2019               | 2020            |
| Seconda stagione | 10      | 2022               | inedita         |

## Produzione

### Sviluppo
Il 13 luglio 2018 è stato comunicato che Sundance TV aveva commissionato una serie da dieci episodi, scritta da Nick Hornby e diretta da Stephen Frears, anche produttori esecutivi. La casa di produzione coinvolta nella serie è See-Saw Films.
Insieme all'annuncio della serie, è stato confermato che Rosamund Pike e Chris O'Dowd erano stati scelti come protagonisti.
Le riprese sono avvenute nell'estate 2018 a Londra.
Il 25 gennaio 2021 la serie è stata rinnovata per una seconda stagione, con Brendan Gleeson, Patricia Clarkson e Esco Jouléy come protagonisti.

## Promozione
Il 10 ottobre 2018 è stata svelata una prima immagine della serie. Il 28 gennaio 2019 è stata presentata in anteprima mondiale durante il Sundance Film Festival 2019.

## Distribuzione
Negli Stati Uniti ha debuttato il 6 maggio 2019 su Sundance TV. Nel Regno Unito la prima stagione ha esordito l'8 settembre 2019 su BBC Two mentre la seconda il 24 maggio 2022. In Italia la prima stagione è stata trasmessa su LaF il 12 febbraio 2020.

## Accoglienza

### Critica

#### Stagione 1
La prima stagione è stata acclamata dalla critica. Rotten Tomatoes riporta il 96% delle recensioni professionali positive, con un voto medio di 8 su 10 basato su 25 critiche. Il consenso critico del sito web indica: «Lo stato dell'unione è una collezione di scene penetrante e tagliente di un matrimonio travagliato, con Chris O'Dowd e Rosamund Pike che dimostrano di essere una coppia convincente in un sofisticato scambio di battute.» Metacritic, invece, ha assegnato un punteggio di 81 su 100 basato su 12 recensioni, indicando "plauso universale".
In una recensione positiva, Daniel D'Addario di Variety ha apprezzato la serie affermando: «Lo stato dell'unione porta a termine un inganno efficace; offrendo una breve durata e dialoghi incalzanti, non siamo mai stanchi di ascoltare le discussioni di questa coppia, che, in altri contesti, potrebbero essere fastidiosi e viziosi.» In un'altra incoraggiante critica, Daniel Fienberg di The Hollywood Reporter ha descritto la serie come un «lavoro ingegnoso e recitato meravigliosamente» dichiarando che «la minuziosa opera a due attore di Stephen Frears e Nick Hornby è qualcosa che vale la pena di essere vista."

#### Stagione 2
La seconda stagione ha ricevuto recensioni positive dalla critica. Rotten Tomatoes riporta il 92% delle recensioni professionali positive, con un voto medio di 6,9 su 10 basato su 13 critiche. Il consenso critico del sito web indica: «Mentre l'uscita della seconda stagione de Lo stato dell'unione non è così forte, Brendan Gleeson e Patricia Clarkson sono eccezionali come coniugi in contrasto.» Metacritic, invece, ha assegnato un punteggio di 72 su 100 basato su 5 recensioni, indicando "recensioni generalmente favorevoli".

## Riconoscimenti
- 2019 – Primetime Creative Arts Emmy Award[18]
  - Miglior serie in forma breve commedia o drammatica a Nick Hornby, Stephen Frears, Jamie Laurenson, Hakan Kousetta, Iain Canning e Emile Sherman
  - Miglior attore in una serie in forma breve commedia o drammatica a Chris O'Dowd
  - Miglior attrice in una serie in forma breve commedia o drammatica a Rosamund Pike
- 2022 – Hollywood Critics Association[19]
  - Candidatura alla miglior serie live-action in forma breve
- 2022 – Primetime Creative Arts Emmy Award[20]
  - Candidatura al miglior attore in una serie in forma breve commedia o drammatica a Brendan Gleeson
  - Miglior attrice in una serie in forma breve commedia o drammatica a Patricia Clarkson
- 2022 – Artios Awards[21]
  - Miglior casting alla miglior serie in forma breve a Kathleen Chopin, John Ort